# Macropolis
A Macropolis épületkomplexum Miskolc belvárosában.

## Története
A brit–amerikai tulajdonú Nemzetközi Befektetési Holding Kft. ötmilliárd forintos beruházás keretében építtette fel az üzleteknek, irodáknak és lakásoknak helyet adó, négy épülettömbből álló komplexumot. A Macropolist a város főépítésze, Viszlai József tervezte, alapkövét 2005 októberében rakták le a 26-os főút, a Szeles utca és az Arany János tér határolta 6253 m² nagyságú telken.
A nyugat felőli két tömböt 2006 decemberében, a másik kettőt 2007 tavaszán adták át. Az épülettömbök öt-, illetve hatemeletesek, összes belterületük kb. 32 000 m². A földszinten üzlethelyiségek bérelhetőek, az első emeleten nagy alapterületű irodák, a 2.–5. emeleten a Szeles utca felé néző, üvegfalas részen irodák, hátrébb lakások találhatóak, a 6. szinten kisebb irodák és nagy területű penthouse lakások, melyeknek mindegyike elkelt. Összesen 146 lakás és 165 parkolóhely található a komplexumban. A földszinten passzázs jellegű parkosított udvarok találhatóak, az épület alatt kétszintes mélygarázs húzódik.
A komplexummal a Nemzetközi Ingatlan Szövetség Magyar Tagozata által hirdetett Magyar Ingatlanfejlesztési Nívó díj Pályázaton 2009-ben az Ingatlan és Befektetés szakfolyóirat különdíját nyerte el az építésziroda.
Neve a görög μακρο-, 'nagy' és πόλις, 'város' szavakból ered.
Itt található a Zip’s Brewhouse látványsörfőzde.